# PBZ Zagreb Indoors
PBZ Zagreb Indoors var en tennisturnering för herrar som spelades i Zagreb, Kroatien. Mellan 2009 och 2015 var Zagreb Indoors en del av 250 Series på ATP-touren. Turneringen spelades inomhus på hard court.
Zagreb Indoors spelades för första gången på nio år 2006. Turneringen startade 1996, och 1997 slutade den spelas. Den återupptogs dock 2006.  

## Resultat

### Singel
| År         | Mästare                   | Finalist                  | Resultat                  |
| ---------- | ------------------------- | ------------------------- | ------------------------- |
| 1996       | Goran Ivanišević          | Cédric Pioline            | 3–6, 6–3, 6–2             |
| 1997       | Goran Ivanišević          | Greg Rusedski             | 7–6, 4–6, 7–6             |
| 1998– 2005 | Turneringen spelades inte | Turneringen spelades inte | Turneringen spelades inte |
| 2006       | Ivan Ljubičić             | Stefan Koubek             | 6–3, 6–4                  |
| 2007       | Marcos Baghdatis          | Ivan Ljubičić             | 7–6(7–4), 4–6, 6–4        |
| 2008       | Sergij Stakhovsky         | Ivan Ljubičić             | 7–5, 6–4                  |
| 2009       | Marin Čilić               | Mario Ančić               | 6–3, 6–4                  |
| 2010       | Marin Čilić               | Michael Berrer            | 6–4, 6–7(7–5), 6–3        |
| 2011       | Ivan Dodig                | Michael Berrer            | 6–3, 6–4                  |
| 2012       | Michail Juzjnyj           | Lukáš Lacko               | 6–2, 6–3                  |
| 2013       | Marin Čilić               | Jürgen Melzer             | 6–3, 6–1                  |
| 2014       | Marin Čilić               | Tommy Haas                | 6–3, 6–4                  |
| 2015       | Guillermo García-López    | Andreas Seppi             | 7–6(7–4), 6–3             |

### Dubbel
| År         | Mästare                           | Finalister                         | Resultat                  |
| ---------- | --------------------------------- | ---------------------------------- | ------------------------- |
| 1996       | Libor Pimek Menno Oosting         | Martin Damm Hendrik Jan Davids     | 6–3, 7–6                  |
| 1997       | Saša Hiršzon Goran Ivanišević     | Mark Keil Brent Haygarth           | 6–4, 6–3                  |
| 1998– 2005 | Turneringen spelades inte         | Turneringen spelades inte          | Turneringen spelades inte |
| 2006       | Jaroslav Levinský Michal Mertiňák | Davide Sanguinetti Andreas Seppi   | 7–6(8–6), 6–1             |
| 2007       | Michael Kohlmann Alexander Waske  | František Čermák Jaroslav Levinský | 7–6(7–5), 4–6, [10–5]     |
| 2008       | Paul Hanley Jordan Kerr           | Christopher Kas Rogier Wassen      | 6–3, 3–6, [10–8]          |
| 2009       | Martin Damm Robert Lindstedt      | Christopher Kas Rogier Wassen      | 6–4, 6–3                  |
| 2010       | Jürgen Melzer Philipp Petzschner  | Arnaud Clément Olivier Rochus      | 3–6, 6–3, [10–8]          |
| 2011       | Dick Norman Horia Tecău           | Marcel Granollers Marc López       | 6–3, 6–4                  |
| 2012       | Marcos Baghdatis Michail Juzjnyj  | Ivan Dodig Mate Pavić              | 6–2, 6–2                  |
| 2013       | Julian Knowle Filip Polášek       | Ivan Dodig Mate Pavić              | 6–3, 6–3                  |
| 2014       | Jean-Julien Rojer Horia Tecău     | Philipp Marx Michal Mertiňák       | 3–6, 6–4, [10–2]          |
| 2015       | Marin Draganja Henri Kontinen     | Fabrice Martin Purav Raja          | 6–4, 6–4                  |